# Soldat de bronze de Tallin
El Soldat de bronze de Tallin (en estonià: Pronkssõdur; els russos l'anomenen afectuosament Alyosha), originàriament anomenat Monument als alliberadors de Tallin (en estonià: Tallinna vabastajate monument; en rus:Монумент освободителям Таллина) i algunes vegades també nomenat com Monument de Tõnismäe, és un monument soviètic de la Segona Guerra Mundial situat en el centre de Tallin, Estònia, inaugurat el 22 de setembre de 1947.
El monument consisteix en una estructura en forma de mastaba de pedra dolomia i una estàtua de bronze de 1,83 metres representant un soldat soviètic d'uniforme. Va ser situat en Tõnismägi (literalment: el «pujol de Sant Antoni») pròxim a una petita tomba col·lectiva de 1945 que guardava les restes de soldats de l'exèrcit roig. La escultura de bronze amb la seva figura d'un soldat amb un fons de roca, va ser creat el 1947 per l'escultor estonià Enn Roos i supervisat per l'arquitecte Arnold Alas.
Per l'abril de 2007, el Govern d'Estònia va traslladar el Soldat de bronze i les restes dels soldats soviètics després d'exhumar-los i identificar-los, al cementiri militar de la Forces de Defensa Estonianes a Tallin.
Diferents interpretacions de la història entre Estònia i la Federació Russa van causar controvèrsies polítiques, el desacord sobre la conveniència d'aquest trasllat va conduir a massives protestes durant dues nits un dels pitjors disturbis que ha conegut Estònia.
L'estàtua té un valor simbòlic significatiu per a russos i estonians. Per als estonians el Soldat de bronze és un símbol de l'ocupació soviètica de 1940 - 1991 i de la brutal repressió de l'era soviètica que la va acompanyar. Per als russos i la comunitat de estonians descendents d'immigrants russos vinguts després de la Segona Guerra Mundial; simbolitza la victòria soviètica sobre el nazisme, i també els seus drets reclamats a Estònia.